# 소울 맨 (2008년 영화)
《소울 맨》(영어: Soul Men)은 미국에서 제작된 맬컴 D. 리 감독의 2008년 뮤지컬 코미디 영화이다. 새뮤얼 L. 잭슨, 버니 맥 등이 출연하였고, 데이비드 T. 프렌들리 등이 제작에 참여하였다.

## 출연진
- 새뮤얼 L. 잭슨
- 버니 맥
- 샤론 릴
- 숀 헤이스
- 에이피온 크로킷
- 애덤 허슈먼
- 제니퍼 쿨리지
- 아이작 헤이스
- 켄 더비티언
- 재키 롱
- 팻소 퍼사노
- P. J. 번
- 존 레전드
- 마이크 엡스
- 랜디 잭슨

## 기타 제작진
- 협력 제작: 도널드 스파크스
- 배역: 에이샤 콜리, 리사 메이 핀캐넌, 크리스토퍼 그레이
- 미술: 리처드 후버
- 의상: 대니엘 홀러웰